# Bestechungsskandal um Zulassungen zu US-Universitäten
Der Bestechungsskandal um Zulassungen zu US-Universitäten war ein Skandal um das Erkaufen von Zulassungen zum Studium an US-Universitäten durch wohlhabende US-Amerikaner für deren Kinder zwischen 2011 und 2019.
Nach umfangreichen Ermittlungen des Federal Bureau of Investigation (FBI) wurde Mitte März 2019 vor einem US-Bundesgericht Anklage gegen 50 Beschuldigte, darunter 33 Eltern und 13 Sporttrainer, erhoben. Als zentrale Figur in dem Skandal gilt William Singer, der über Jahre Gelder von Eltern angenommen und die Zulassungen der Kinder mit Hilfe mehrerer Komplizen organisiert haben soll. Er bekannte sich in mehreren Anklagepunkten für schuldig.

## Ermittlungen
Das FBI soll erste Kenntnis von dem Bestechungsnetzwerk erhalten haben, als die Beamten bei einer Betrugsermittlung einen Finanzinvestor verhörten, der den Ermittlern den Tipp gab. Er trat nach Presseinformationen als Lockvogel auf und verhandelte mit einem Fußballtrainer der Yale University über das Verbessern der Aufnahmechancen seiner Tochter gegen eine Bestechungssumme von 450.000 US-Dollar. Von den Ermittlern mit dem Treffen konfrontiert, wies der Trainer auf den späteren Hauptbeschuldigten William Singer hin.
Seit 2011 soll William Singer seinen Klienten unter dem Deckmantel seines Beratungsunternehmens Zulassungen gegen Bezahlung vermittelt haben. So bezahlte er laut Anklageschrift verschiedene Verantwortliche aus den Sportbereichen der jeweiligen Wunschuniversitäten, um die Zulassung der Kinder seiner Kunden als vermeintliche Sporttalente zu erreichen. Er verlangte beispielsweise von einer Mutter 400.000 US-Dollar, um ihrem Sohn eine Zulassung an der University of California, Los Angeles zu verschaffen. William Singer bestach den Trainer des Universitäts-Fußballteams mit 100.000 US-Dollar, damit die Universität den Sohn als vielversprechendes Fußballtalent zulässt, obwohl dieser gar kein Fußball spielte. In anderen Fällen arrangierte William Singer laut Gerichtsdokumenten Manipulationen des Eignungstests SAT (Scholastic Assessment Test) der Kinder seiner Klienten. Dazu gehörten Stellvertreter, die den Test an deren Stelle ablegten, oder Helfer im Aufsichts- und Auswertungspersonal, die auf richtige Antworten hindeuteten oder das Ergebnis nachträglich verbesserten.
William Singer behauptete, 761-mal bei Universitätszulassungen sogenannter „Quereinsteiger“ geholfen zu haben. Der Preis der vermittelten Zulassungen habe sich nach seinen Angaben nach der jeweiligen Wunschuniversität gerichtet. Die Ankläger gehen von etwa 25 Millionen US-Dollar aus, die bei den vor Gericht verhandelten Bestechungen geflossen sind. Allein von zwei Familien bekam er dafür zusammen 7,7 Millionen US-Dollar. Sie wurden bisher nicht angeklagt.

## Folgen
Die Zukunft der unrechtmäßig zugelassenen Studenten, die ihr Studium bereits begonnen hatten, war zunächst ungewiss.
Die University of Southern California hob kurz nach dem Bekanntwerden des Skandals ein halbes Dutzend bereits erteilter Zulassungen wieder auf. Weiteren Studierenden, die möglicherweise mit dem Skandal in Verbindung stünden und die bereits ihr Studium aufgenommen hätten, solle zunächst die Möglichkeit genommen werden, sich für Kurse einzuschreiben, bis über ihre Verstrickung entschieden sei.
Am 14. März 2019 wurde vor einem Bundesgericht in Kalifornien im Namen mehrerer abgelehnter Studienplatzbewerber Anzeige gegen einige der betroffenen Universitäten eingereicht: Sie sollen ihren Zulassungsprozess nicht ausreichend gegen Betrug abgesichert und so den Bewerbern ein faires Verfahren vorenthalten haben.
In den Vereinigten Staaten ist das Medieninteresse an dem Skandal durch die Verwicklung mehrerer prominenter Persönlichkeiten, insbesondere der Schauspielerinnen Lori Loughlin und Felicity Huffman, sehr groß. Loughlin und ihr Mann, der Modedesigner Mossimo Giannulli, sollen nach Medienberichten 500.000 US$ für die Zulassung ihrer beiden Töchter zum Ruder-Team der University of Southern California gezahlt haben, obwohl beide diesen Sport nicht ausübten. Lori Loughlin verlor daraufhin im März 2019 mehrere Rollen in laufenden Fernsehserien und Filmreihen.
Felicity Huffman wurde Mitte September 2019 unter anderem zu einer 14-tägigen Haftstrafe verurteilt, weil das Gericht vermitteln wollte, dass wohlhabende Eltern nicht mit dem Versuch davonkommen dürfen, besseren Schülern Studienplätze zu stehlen.
Im August 2020 wurden Lori Loughlin und ihr Ehemann wegen Betrugs zu zwei beziehungsweise fünf Monaten Haft, einer 400.000-Dollar-Geldstrafe und 100 bzw. 200 Sozialstunden verurteilt.
Der Drahtzieher der Betrugsmasche, William Singer, wurde Anfang 2023 zu einer Haftstrafe von dreieinhalb Jahren und einer Millionenstrafe verurteilt.